# Bowser
Pour les articles homonymes, voir Bowser (homonymie).
Bowser, connu sous le nom de Koopa (クッパ, Kuppa) au Japon, est un personnage de jeu vidéo anthropomorphe et principal antagoniste de la série Super Mario.
Bien que possédant des caractéristiques de dragon (il crache du feu, possède des écailles mais aussi une carapace), il est le plus souvent considéré comme une tortue et parfois comme un dinosaure. Roi des Koopas, ennemis récurrents de la série, il possède des écailles jaunes, une épaisse carapace verte munie de piques, de grosses griffes, des cornes ainsi qu'une crête et de larges sourcils rouges.
Bowser apparaît dans la quasi-totalité des jeux de la série Super Mario, des jeux de rôle Mario ainsi que des jeux des différentes séries spin-off telles Mario Kart ou Super Smash Bros.. Bien que l'on puisse parfois le voir dans le rôle d'un antihéros aux côtés de Mario et ses amis, en particulier dans les jeux de rôle, son rôle consiste généralement à enlever la princesse Peach, dont il est secrètement amoureux, du Royaume Champignon afin de régner sur le territoire. Il voit alors constamment ses plans réduits à néant par les efforts des plombiers et de leurs alliés. Son fils Bowser Jr. est lui aussi, depuis Super Mario Sunshine (2002) dans lequel il apparaît pour la première fois, un personnage récurrent de la série. Le personnage de Bowser est quasiment inexistant en dehors du monde du jeu vidéo, il n'apparaît que dans quelques films et séries télévisées.
Bowser apparaît pour la première fois dans Super Mario Bros. (1985). Il est la création du concepteur et producteur japonais de jeux vidéo Shigeru Miyamoto, également créateur de Mario et de la plupart des personnages de la série. À l'instar du Docteur Robotnik (de la série Sonic) ou encore de Ganon (The Legend of Zelda), il est l'un des méchants les plus connus du monde des jeux vidéo.

## Création

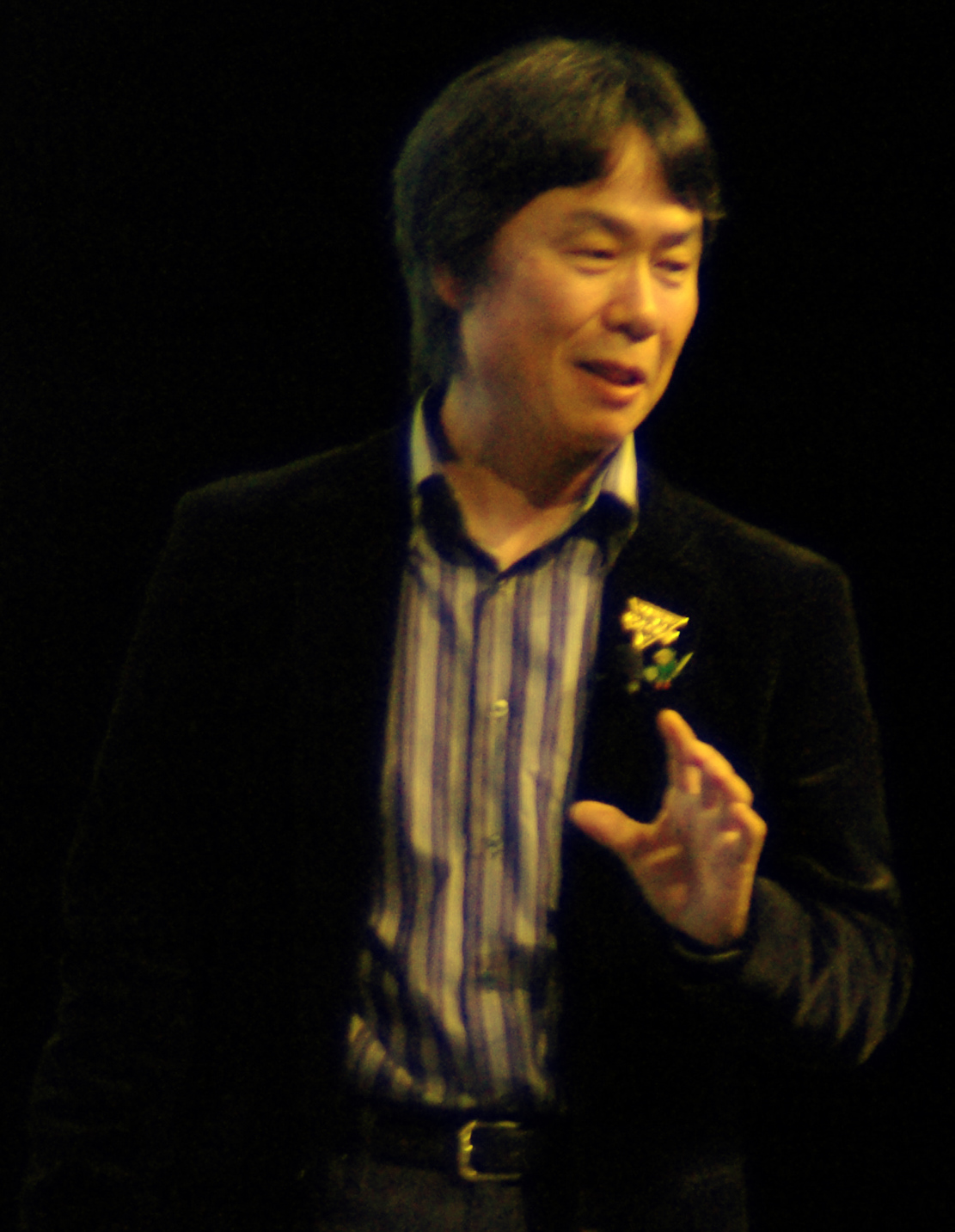
Shigeru Miyamoto, concepteur du personnage.

Dans Super Mario Bros., Miyamoto avait d'abord pensé intégrer Donkey Kong en guise de boss final. À la suite d'un procès de la part d'Universal pour plagiat de King Kong, Miyamoto envisage un autre ennemi aussi pour mieux coller à l'univers que lui et Tezuka sont en train de créer.

### Conception graphique
Bowser est créé par le concepteur et producteur japonais Shigeru Miyamoto, également créateur de Mario et Luigi. Il a d'abord imaginé Bowser comme un taureau, s'inspirant du personnage du « roi taureau » d'Alakazan the Great (1960), un film d'animation du studio de production japonais Toei Animation qu'il appréciait tout particulièrement,. Miyamoto a également trouvé son inspiration dans Dragon Ball d'Akira Toriyama, comme il l'avait d'ailleurs fait par le passé lors de la création de plusieurs personnages : le père de la jeune Chichi, ce géant au casque à cornes qui apparait dans les premiers tomes, se nomme Ox King (« roi taureau » en anglais). Cependant, Miyamoto est un piètre dessinateur et il ne parvient pas à réaliser un personnage convaincant. Takashi Tezuka, le designer et graphiste de Super Mario Bros., lui fait alors remarquer que le personnage ressemble plus au roi des tortues qu'à un taureau,.

« J'avais dessiné quelque chose de complètement incompréhensible - un corps de tortue avec une tête de taureau ! À travers nos discussions, son apparence s'est peu à peu clarifiée, cependant. Puisque Bowser était de la famille des tortues, comme les Koopa Troopas, nous avons commencé à trouver des traits similaires entre les deux, puis nous les avons reproduits aussi fidèlement que possible, et placés sur l'illustration suivante. J'ai commencé à m'autoféliciter, en me disant « Hey, je peux enfin dessiner un Bowser qui fasse cool ! » »

— Shigeru Miyamoto
.

### Étymologie
Le nom du personnage varie de jeu en jeu. Lors de sa première apparition dans le jeu Super Mario Bros., il est appelé dans le mode d'emploi Big Demon Koopa (« Grand Démon Koopa » en français) ; Koopa sera et reste encore son seul patronyme connu au Japon. Lors de l'exportation du jeu en Amérique, il fut rebaptisé Bowser, the king of Koopas (« Bowser, le roi des Koopas » en français). Le nom Bowser fera alors date dans toutes les versions américaines et européennes de la série.
Si aujourd'hui le nom Bowser reste peu ou pas utilisé au Japon, en Occident le nom complet sera dorénavant connu par souci de continuité « Bowser Koopa », Koopa étant alors considéré comme un nom de famille.

## Description

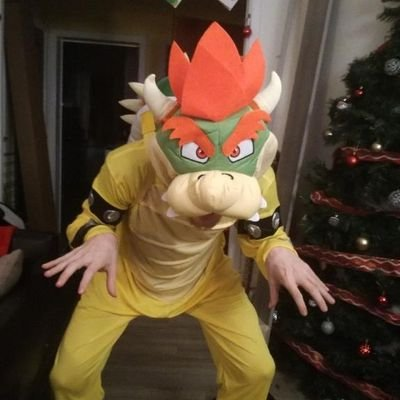
Cosplay de Bowser.

### Apparence
Bowser ressemble a une sorte de gros koopa diabolique et féroce. Il possède une épaisse carapace vert foncé à épines ainsi qu'une crête et d'épais sourcils rouges. Ses écailles et son ventre cuirassé sont jaunes. Malgré son apparence physique de dragon (puisqu'il crache du feu), sa tête massive ressemble plutôt à celle d'un gros dinosaure. Ses cornes semblables à celles d'un taureau lui donnent un air maléfique. Sa crête et ses sourcils sont rouge écarlate. Il possède des bracelets noirs sur ses poignets et épaules et un collier de la même couleur et même apparence que ses bracelets attaché à son cou.

### Personnalité
Bowser est la plupart du temps dépeint comme un être égoïste, cruel et maléfique. Il désire conquérir le Royaume Champignon, ou parfois même l'univers entier. Mais cette personnalité est due au fait que Bowser est orphelin, et il a adopté les Koopalings et Bowser Jr pour leur éviter la même enfance qu'il a vécu.
Néanmoins il peut montrer un bon fond, notamment en s'alliant plusieurs fois avec Mario, comme dans Super Mario RPG: Legend of the Seven Stars, Mario & Luigi: Superstar Saga ou Super Paper Mario. Il est également très proche de son fils.
Dans ses premières apparitions, puis au fur et à mesure, Bowser deviendra assez mégalomane, capable de créer des parcs d'attractions à son image dans Mario 3D World. Dans certains de ses châteaux, on découvre des dizaines de portraits de lui, attachés aux murs comme décorations.
Bowser est également caractérisé par son immense soif de pouvoir, cette soif de pouvoir peut aller "seulement" du Royaume Champignon dans la plupart des jeux Mario à l'univers tout entier dans Mario Galaxy et Mario Galaxy 2.
Enfin, Bowser a la manie de surgir au moment où tout le monde le croit disparu ; cela est illustré notamment dans Mario Galaxy 2, Mario 3D Land, Mario 3D World et Mario Odyssey.

### Pouvoirs et capacités
La capacité de signature de Bowser est le souffle de feu. Il peut choisir de respirer un long souffle de flamme ou de tirer beaucoup de boules de feu. Bowser est assez avancé dans cette capacité, il peut tirer des flammes qui suivent Mario dans Super Mario 64 et New Super Mario Bros. et peut même respirer le feu sous l'eau.
Bowser possède une force colossale qui dépasse celles de Wario et Donkey Kong, ce qui en fait le personnage le plus fort de l'univers Mario. Il possède une endurance incroyable et peut maintenir l'activité physique pendant des jours si nécessaire. Bowser possède un haut niveau d'invulnérabilité : il est tombé dans la lave, a fait des chutes de plusieurs mètres, etc., mais a réussi à survivre à tout cela à plusieurs reprises (ou a été réanimé).
Bowser est également un utilisateur habile de magie noire. Comme on le voit dans Hôtel Mario et Super Mario Galaxy, Bowser peut utiliser la magie pour invoquer la foudre. Une autre capacité magique de Bowser est la téléportation, comme on le voit dans Super Mario 64 et Super Mario Galaxy 1 et 2. Dans Mario Galaxy 2, Bowser a le pouvoir de léviter et voler. Enfin il peut créer des ondes de choc et manipuler l'énergie noire à volonté.

## Famille et acolytes

### Koopalings
Les Koopalings sont les sbires de Bowser. Apparus pour la première fois dans Super Mario Bros. 3, ils sont au nombre de sept : Larry, Iggy, Roy, Lemmy, Wendy, Ludwig et Morton. Chacun de leurs noms est inspiré d'un chanteur ou d'un musicien.[réf. nécessaire] Bien qu'ils aient été un temps décrits comme les enfants de Bowser (notamment dans les manuels japonais et américains), Shigeru Miyamoto déclare en 2012 que selon l'histoire actuelle de la franchise, le seul enfant biologique de Bowser est Bowser Jr..

### Bébé Bowser
Bowser apparaît à quelques reprises alors qu'il est jeune sous le nom de Bébé Bowser : la première fois date de Yoshi's Island (1995, SNES), où il apparaît comme dernier boss. C'est également le boss final de Yoshi's Story (1997, Nintendo 64). Bébé Bowser apparaît également dans Mario et Luigi : Les Frères du temps (2005, DS) où il s'allie à Bowser adulte qui a atterri dans le passé pour vaincre Mario, Luigi et leurs doubles bébés. Cependant, ils seront vaincus et séparés. Il devient un personnage jouable dans Yoshi's Island DS (2006, DS) aux côtés de Bébé Mario, Bébé Peach, Bébé Donkey Kong et Bébé Wario. Par la suite il reviendra en tant que boss final dans Yoshi's New Island (2014, Nintendo 3DS) et Yoshi's Woolly World (2015 ; Wii U).
Dans Mario Party, Mario Party 2, un personnage est aussi nommé Bébé Bowser, bien que Bowser soit pourtant présent dans le jeu (parfois en même temps que Bébé Bowser).

### Bowser Jr.
Bowser Jr. est apparu pour la première fois dans Super Mario Sunshine. Il a un bavoir autour du cou (également une manie de Bébé Bowser) tagué d'un sourire diabolique, d'une moustache ou d'un poing. Quand il s'agit du sourire démoniaque aux nombreuses dents, il le met parfois devant sa bouche pour faire croire qu'il a une gueule terrifiante et énorme. Bowser Jr. est très malin. C'est d'ailleurs lui que son père choisira pour le seconder dans New Super Mario Bros. et Super Mario Galaxy. C'est un personnage assez récurrent car il apparaît aussi dans les spin off tels que Mario Kart, Mario Party ou encore Mario Tennis. Dans Mario et Sonic aux Jeux olympiques de Londres 2012, dans le mode histoire, Bowser Jr. défie plusieurs joueurs, jusqu'à défier le Dr Eggman et son robot machiavélique, Métal Sonic, pour que le Dr aille dire à Bowser que son fils était "très fort !!".

### Mini-Bowser
Les Mini-Bowser ne sont pas des enfants de Bowser mais des sbires de Bowser apparus dans certains opus de la série Mario Party. Les Mini-Bowser n'ont pas de noms propres à chacun les rendant ainsi difficile à distinguer. Seuls les trois Mini-Bowser du mode histoire de Mario Party 5 sont différenciables par leur couleur, soit un bleu, un rouge et un vert, qui se révèle être un Mini-Bowser qui a la capacité de se décupler.
Mini-Bowser est ainsi jouable dans Mario Party 5 et Mario Party 6.

### Bowser Skelet
Bowser Skelet, appelé aussi Skelebowser[réf. nécessaire], est en fait Bowser ressuscité en sac d'os après que Mario l'a fait tomber dans la lave dans un niveau précédent. Le nom anglais qui le désigne est Dry Bowser (« Bowser sec » en français). On ne sait pas grand-chose sur lui. On peut penser que, Bowser étant roi des Koopa, Bowser Skelet doit être le roi des Skelerex. On sait toutefois qu'il fait sa première apparition dans New Super Mario Bros.. Lorsque Bowser Jr. le ranime grâce à une potion, il se met à attaquer Mario ; étant l'avant-dernier boss avant le château final. Par la suite, il reviendra dans de nombreux jeux, parfois en boss, et parfois même en personnage jouable, en étant un personnage différent de Bowser, impliquant qu'ils ne sont pas la même entité.

## Apparitions
Le personnage de Bowser apparaît dans la quasi-totalité des jeux de la série Mario, depuis Super Mario Bros., qui marque sa première apparition. L'ennemi juré de Mario dans les jeux précédents était Donkey Kong.
Bowser essaie régulièrement de capturer la princesse Peach, pour ainsi s'approprier le Royaume Champignon. Il la capture à chaque début de jeu, avant l'entrée en scène de Mario, dirigé par le joueur. Le personnage prend également parfois la forme d'un allié jouable.

### Jeux de plates-formes
Bowser apparaît comme boss final dans beaucoup de jeux de plates-formes de la série Super Mario.
Bowser apparaît pour la première dans Super Mario Bros. (1985, NES) puis l'année suivante dans Super Mario Bros.: The Lost Levels (1986, FDS). Dans Super Mario Bros. 2 (For Super Players), certains niveaux ont un « faux » Bowser en milieu de parcours, identique au "vrai" mais qu'on ne peut vaincre que si l'on possède une Fleur de Feu.
Dans Super Mario Bros. 3 (1988, NES), Bowser est le boss du huitième et dernier monde. Dans Super Mario World (1990, SNES), il apparaît comme étant le dernier boss du jeu, gardien du château de la Vallée de Bowser dans un véhicule volant avec une face de clown : la Koopa-Mobile (Koopa Clown Car) et tente d'écraser Mario sous sa masse, envoie de lourdes boules mortelles ou fonce sur lui. Mario et Luigi doivent le frapper à l'aide des Mecha-Koopas (des Koopas mécaniques) qu'il envoie pour essayer de tuer les plombiers.
Il faut ensuite attendre Super Mario 64 (1996, N64) pour que Bowser revienne comme méchant final du jeu (le cas de Yoshi's Island étant à part, voir plus loin) ; dans cet épisode, Mario affronte le Koopa à trois reprises, lors de trois niveaux « spéciaux » très difficiles à parcourir s'échelonnant en hauteur.
Super Mario Sunshine (2002, GameCube) se termine également par un combat face à Bowser et Bowser Jr., Bowser n'apparaissant pas du tout durant la majorité du jeu, remplacé par Bowser Jr./Antimario.
Dans New Super Mario Bros. (2006, DS), Bowser apparaît dès le premier monde avant d'être remplacé par Bowser Jr. qui enleve Peach et l'amène jusqu'au monde 8. Les autres boss finaux sont de nouveaux boss. Mario affronte à nouveau Bowser (le vrai) au dernier château, où il revient après que Bowser Jr. l'a ramené à la vie. Bowser Jr. est la priorité avant de s'attaquer au lézard.
Dans Super Mario Galaxy (2007, Wii), Bowser affronte Mario à trois reprises, sur une petite planète remplie de liquide brûlant. Le combat final se déroule au centre de l'univers, dans le Château de Peach reconverti en dimension parallèle, à l'issue duquel Bowser est envoyé dans un soleil pendant que ses rêves de gloire s'effondrent.
Dans New Super Mario Bros. Wii (2009, Wii), Bowser apparaît comme boss final à la fin du dernier monde.
Dans Super Mario Galaxy 2 (2010, Wii), Bowser est le boss principal : il devient géant et devra être combattu dans les galaxies finales des mondes 2, 4 et 6. Dans les galaxies finales des mondes 1, 3 et 5 le joueur devra affronter Bowser Jr..
Dans Super Mario 3D Land (2011, 3DS), un Goomba, dans le monde 1, et Kamek, dans le monde 5, apparaissent sous la forme de Bowser. Le véritable Bowser apparaît comme boss dans le monde 8, et comme boss final dans la deuxième partie du monde. Après avoir terminé les huit mondes spéciaux, (où Bowser Skelet le remplacera d'ailleurs) Bowser devra être une nouvelle fois battu dans le monde 8. Il paraît identique au premier combat, mais il est plus difficile que ce dernier.
Dans New Super Mario Bros. 2 (2012, Nintendo 3DS), Bowser est le boss final du monde 6, et dans New Super Mario Bros. U (2012, Wii U), le roi Koopa décide de garder Peach prisonnière dans le château de cette dernière. Au fur et à mesure de l'aventure, Bowser modifie petit à petit le château de Peach pour mieux ressembler à son propre château.
Dans Super Mario 3D World (2013-2021, Wii U, Nintendo Switch), Bowser apparaît à la fin du monde 1 et du monde 7 dans sa voiture: la Bowser Mobile, qu'il faudra détruire en lui renvoyant ses balles de football explosive tout en évitant ses jets de flammes. Il revient à la fin du monde 8, dans la Tour Infernale de Bowser, où il prendra une super clochette pour se transformer en Bowser chat, ou Meowser en anglais, qui est une combinaison de "meow", le miaulement du chat en anglais et "Bowser". Il pourchassera Mario qui doit monter tout en haut de la tour pour lui échapper. Au bout d'un moment, Bowser prendra des doubles cerises, ce qui fera apparaître jusqu'à 5 Bowser chats le poursuivant jusqu'en haut, où il trouvera le vrai Bowser assis sur un gigantesque bloc pow, le bocal des 7 fées à la main, ce qui lui permettra de le vaincre une bonne fois pour toutes.
Dans le portage sur Switch sorti en 2021, Bowser est le méchant principal de l'aventure Bowser's Fury où il a été corrompu par une force inconnue devenant ainsi Bowser Fury, cela le rend plus puissant et imposant au détriment de sa maîtrise de soi. Il affronte non seulement Mario, mais aussi son fils Bowser. Jr. Il est révélé plus tard que Bowser. Jr était la raison pour laquelle Bowser était devenu Bowser Fury, car il avait décidé de repeindre son père en noir pendant qu'il dormait. Le résultat de la farce avait rendu Bowser extrêmement furieux. Pendant l'aventure, Bowser Fury se réveille à intervalles réguliers et attaque Mario, ce dernier peut le repousser avec la lumière des différents phares répartis sur tout l'archipel (qui sont alimentés par les astres chat). Mais la meilleure façon de repousser Bowser Fury est d'utiliser les giga cloches qui rendent Mario géant. Au combat final, Bowser devient gigantesque mais dénué de peinture noire et attire à lui, les 3 giga cloches de l'archipel. Pour le vaincre, il faut pousser la boule sur Bowser, ce qui fait que Plessie absorbe les 3 giga cloches 
et devient géant et écrase Bowser, ensuite Bowser retrouve sa taille normale.
Au début de Super Mario Odyssey (2017, Switch) Bowser kidnappe une fois de plus la princesse Peach ainsi que Tiara (la sœur de Cappy, le nouvel allié de Mario dans cet opus) pour commencer son "mariage royal". Il vole plusieurs artefacts dans différents royaumes pour organiser son mariage et engage les Broodals (lapins anthropomorphes wedding planers) pour retarder Mario et Cappy. Il est combattu au Royaume des nuages et au Royaume de la Lune. Pour le battre, Mario doit se servir de son chapeau boxeur pour le frapper.
Dans Super Mario Bros. Wonder  (2023, Switch). Bowser débarque au Royaume des Fleurs avec Bowser. Jr et Kamek, il parvient à mettre la main sur une Fleur Prodige, mais en la touchant, il fusionne avec le château du prince Florian et sa Koopa-mobile devenant ainsi une forteresse volante à son image.

### Jeux de rôle
La série des jeux de rôle basés sur la série Mario, lancée par Super Mario RPG: Legend of the Seven Stars comporte un certain nombre d'impératifs concernant le personnage de Bowser : celui-ci apparaît plutôt naïf (alors qu'il est franchement démoniaque dans les jeux de plates-formes décrits ci-haut), voyageant souvent dans sa Koopa-Mobile et accompagné par une lourde armée de sous-fifres. Il repose au sein d'une forteresse immense, culte vivant à sa personne qui se trouve souvent être la dernière étape de l'aventure de Mario. Il faut noter que le caractère de Bowser change selon la série de jeux de rôle. Alors que Bowser est essentiellement comique dans les RPG, la série Paper Mario combine à la fois sa nature mauvaise avec sa connotation comique.
Dans Super Mario RPG: Legend of the Seven Stars (1996-2023, SNES, Nintendo Switch), l'aventure débute directement au sein du Château de Bowser, Mario devant sauver la princesse. Après un combat face au Koopa, tous les trois se retrouvent délogés par le Gang de Smithy qui prend possession des lieux. Bowser va alors œuvrer pour récupérer son bien et s'associera temporairement à Mario et son équipe dans cette optique.
Dans Paper Mario, (2000, N64), Bowser redevient le grand méchant du jeu ; après avoir volé une baguette multipliant sa force, il emporte véritablement le château de la princesse dans les cieux à l'aide de son château, reconstruit sous la forme d'une forteresse volante. Mario devra faire une longue quête pour sauver le monde de la tyrannie de Bowser.
Dans Mario and Luigi: Superstar Saga (2003-2017, GBA, Nintendo 3DS), Bowser s'allie avec Mario au début de l'aventure et l'emmène à Végésia à bord de son Tortue-jet, qui s'écrasera au plateau Stella à cause de Graguémona et Gracowitz. Il sera amnésique pendant une importante partie de l'aventure à la suite d'un catapultage en canon. Recruté par un cambrioleur qui fera de lui un acolyte, il est par la suite possédé par l'esprit de Graguémona qui lui volera sa forteresse volante, encore reconstruite. À noter que cet épisode marque le retour des Koopalings, vu pour la dernière fois dans Super Mario World.
Dans Paper Mario : La Porte millénaire (2004, GameCube), Bowser redevient un rôle secondaire : cabotin, toujours en retard sur le parcours de Mario et du méchant Cruxinistre, il tente de comprendre l'intrigue tant bien que mal. Il s'opposera à deux reprises à Mario, et on peut le contrôler à la fin de chaque chapitre et par trois fois dans des parodies de Super Mario Bros..
Dans Mario et Luigi : Les Frères du temps (2005, DS), après plusieurs aventures de Mario et Luigi, le Koopa tente une nouvelle fois d'enlever Peach (qui se trouve en fait être la princesse Xhampi) mais par suite d'un imprévu se retrouve téléporté dans le passé. Bowser y rencontre son double du passé sans qu'aucun des deux ne comprenne qu'il est en face de lui-même et fera équipe avec lui pour vaincre les frères, sans succès. Il sera à la fin du jeu contrôlé par l'esprit de la princesse extra-terrestre, la princesse Xhampi.
Dans Super Paper Mario (2007, Wii), Bowser se fait marier avec Peach par le Comte Niark, ce qui créa le Cœur du Chaos. Le Cœur du Chaos créa un vortex qui aspira l'armée de Bowser, Luigi, Bowser, Peach. Seul Mario ne sera pas aspiré. Dans la dimension où Bowser atterrit, il trouva un château ressemblant bizarrement au premier château qu'il a eu dans Super Mario Bros.. Il en prit possession et le baptisa Château Bowser. Il s'associe ensuite à Mario afin de sauver les mondes.
Dans Mario et Luigi : Voyage au centre de Bowser (2009-2019, DS, 3DS), Bowser fait irruption dans le Château de Peach pendant une réunion d'urgence concernant une maladie frappant les habitants du Royaume Champignon. Il fait des dégâts dans la salle de conférence et tente de kidnapper Peach, que Mario sauve de justesse. S'ensuit alors un combat dont Mario sort vainqueur. Peach expulse Bowser vers une forêt où, après s'être réveillé, reçut d'un marchand étrange un champignon tout aussi étrange ; et le roi des Koopas décida de le manger et d'acquérir le pouvoir d'aspirer tout autour de lui. Il retourne alors au Château de Peach et avale Mario, Luigi, Peach, Étoile d'Or (représentante des sages des étoiles) et plusieurs Toad, puis s'évanouit. L'étrange marchand arrivé au château révèle son identité : c'est Gracowitz, l'ancien acolyte de Graguémona, qui veut prendre sa revanche contre Mario, Luigi, Peach et Bowser. Il appelle un sbire qui emmène Bowser dans une grotte. Après avoir retrouvé Luigi et Étoile d'Or, Mario, dans le corps de son ennemi, va stimuler son nerf le plus important afin de le réveiller. Mario et Luigi aideront tout d'abord Bowser, sans que celui-ci en ait la moindre idée, à récupérer son château. Puis, après avoir retrouvé Peach, les deux frères s'enfuiront du corps de Bowser par un tuyau. Bowser affronte les deux frères un peu plus tard, puis Mario et Luigi font des allées et venues entre l'extérieur et le corps de Bowser pour récupérer des vaccins et ainsi permettre de vaincre Gracowitz.
Dans Paper Mario: Sticker Star (2012, Nintendo 3DS). Bowser fait irruption pendant la fête des Stickers à Décalbourg pour voler l'Autocollant Comète. Plusieurs Toads tentent de l'éloigner alors qu'il se dirige vers elle, mais perdent leur emprise, envoyant Bowser voler dans la comète. En touchant l'étoile, celle ci se divise en plusieurs morceaux qui se répartissent dans tout le Royaume Champignon, l'un des autocollants royaux atterrit sur la tête de Bowser, amplifiant son pouvoir. Mario apparaît sur la scène pour défendre Peach, mais Bowser parvient à vaincre Mario et à kidnapper Peach.
À noter que c'est le seul jeu Paper Mario où Bowser n'a pas de lignes de dialogue.
Dans Mario and Luigi: Dream Team Bros. (2013, Nintendo 3DS), Bowser est l'antagoniste secondaire (qui sera finalement l'antagoniste principal). Contrairement aux anciens RPG, il forme une alliance avec Antasma (l'autre antagoniste principal). Il est combattu trois fois au cours de l'aventure : deux fois dans le monde onirique et la troisième fois en tant que boss final sous une forme connue sous le nom d'OniBowser après qu'il a absorbé la Pierre des Rêves.
Dans Mario and Luigi: Paper Jam Bros. (2015, Nintendo 3DS), Bowser et son homologue de papier sont les méchants principaux. Leur première rencontre est assez hostile, les deux Bowser s'insultent jusqu'à en venir aux mains. Finalement ils mettent leurs différences de côté, de faire équipe et de kidnapper les 2 Princesses Peach. À plusieurs reprises, les 2 Bowser tenteront d'entraver les progrès de Mario, Luigi et de Paper Mario, vers la fin du jeu après la défaite des Koopalings, les deux rois Koopa affrontent le trio, et après un certain nombre de tours, Bowser de papier fusionne avec ses sbires pour créer une armure de fortune pour Bowser. La taille de ce dernier augmente à mesure qu'il l'enfile devenant ainsi Shiny RoboBowser. Après un rude combat, Shiny RoboBowser est vaincu et Bowser est expulsé du château. Paper Bowser quant à lui est renvoyé lui et son armée dans le livre qui contient le monde de Paper Mario par le trio.
Dans Paper Mario: Color Splash (2016, Wii U), Bowser est de nouveau l'antagoniste principal de l'aventure, où il est recouvert de peinture noire. Avant l'arrivée de Mario sur l'île Barbouille, Bowser à créé accidentellement la peinture noire dans une tentative de donner à sa carapace une couleur arc-en-ciel. Il est finalement possédé par la peinture noire envoyant les grandes étoiles de couleur à divers endroits de l'île, la vidant de sa couleur.
Dans Paper Mario: The Origami King (2020, Switch), Bowser est maîtrisé par le roi Olly qui le plie en un carré impuissant, après quoi ce dernier transforme plusieurs de ses serviteurs en soldats pliés. Mario le trouve dans un donjon situé sous le château de la princesse Peach accroché à une pince à linge et le libère. Il est révélé plus tard dans le jeu que c'est l'agrafeuse qui avait maintenu Bowser dans son état plié. Après que Mario a vaincu l'agrafeuse, il ramène Bowser à son état normal en le martelant, leur permettant d'aller affronter le roi Olly ensemble. Durant la deuxième phase de la bataille finale, Olivia transforme Bowser en version origami géante de lui même afin qu'il puisse affronter le roi Olly. Après la défaite de ce dernier, Bowser assiste au festival Origami pour célébrer. Par ailleurs, c'est le seul jeu de rôle Mario où Bowser n'est combattu à aucun moment.
Dans Mario et Luigi : L'Épopée fraternelle (2024, Switch), Bowser apparaît comme antagoniste secondaire. Au début du jeu, il s'apprête comme à son habitude à attaquer le Royaume Champignon avec son armée, lorsqu'il est aspiré dans le portail qui l'amène à Concordia. Par la suite, il prend le contrôle de l'île Mwatt-Mwatt en retournant les habitants locaux contre Mario et Luigi. Il entre également en guerre contre Voltfas qui souhaite détruire Concordia, alors que Bowser veut simplement conquérir Concordia. Au cours de l'aventure, les sbires de Bowser seront infectés par le Fléohm et Bowser sera lui aussi infecté à son tour.
Contrairement aux anciens épisodes de Mario & Luigi. Bowser n'est pas le boss final du jeu.

### Autres jeux
Bowser fait des apparitions régulières dans nombre de spin-off, notamment tous les jeux de sport dérivés des séries Mario Kart, Mario Tennis  et Mario Golf ainsi que Mario Strikers Charged Football (2007, Wii), Mario Superstar Baseball (2005 ; GameCube) et sa suite Super Mario Stadium Baseball (2008, Wii) en tant que capitaine. Il fait toujours partie de la catégorie "Lourd" et/ou "Puissant" dans ce type de jeu.
Dans Mario Smash Football (2005, GameCube), il n'apparaît qu'en tant qu'élément perturbateur du match. Bowser est également l'acteur du challenge à la fin de la cinquième coupe (Bowser Cup) de Mario Kart Arcade GP (2005, Arcade) : pendant qu'il crache des flammes sur le joueur, le but est de détruire quatre piliers à coup de carapaces afin de projeter la cible dans la lave.
Dans les jeux de la franchise Mario Party, des mini-jeux "Bowser" ainsi que des emplacements sur la carte déclenchent des mauvais tours lorsqu'on s'arrête dessus. Il ne participe jamais mais ses sbires, les Mini-Bowser sont parfois jouables, ou parfois encore aident ou assistent leur maître.
Il est jouable dans Super Smash Bros. Melee (2001, GameCube) (c'est un des personnages de base), et possède en plus des trois trophées à son nom dus à son statut de personnage jouable trois autres trophées : un de sa Koopa-Mobile (Koopa Clown Car) avec lui à l'intérieur, un autre de sa version jeune Baby Bowser, et pour finir un de sa forme de Giga-Bowser [décrit ci-dessous]. Il est même le dernier boss du mode « Aventure », et revient parfois sous certaines conditions en la personne de Giga-Bowser, un Bowser beaucoup plus lourd, grand et puissant. Cette forme de Bowser deviendra le Final Smash du vrai Bowser à partir de Super Smash Bros. Brawl (2008, Wii) où Bowser est de nouveau jouable dès le départ. Il a également un rôle capital dans l'Émissaire Subspatial, mode aventure du jeu, où il travaille au côté de Ganondorf, en transformant tous les personnages en trophées. Bowser est également jouable dans Super Smash Bros. for Nintendo 3DS / for Wii U (2014, Nintendo 3DS et Wii U) et dans Super Smash Bros. Ultimate (2018, Nintendo Switch).
On peut apercevoir des cameos de Bowser dans d'autres jeux, comme Famicom Grand Prix: F1 Race (1987, Famicom), dans lequel Bowser apparaît dans la séquence de fin ; Tetris (1988, NES), où il est possible de le voir apparaître en effectuant le jeu en mode B, vitesse 9 et hauteur ; Alleyway (1989, Game Boy), où un monde est inspiré du personnage ; Sim City (1991, SNES), où, à la recherche des frères Mario, il peut détruire la ville du joueur, considéré comme une « catastrophe naturelle » ; Super Metroid (1994, SNES), où un monstre ressemble fortement à Bowser ; The Legend of Zelda: Ocarina of Time (1998, N64), où certains personnages possèdent des médaillons Bowser autour du cou et où une photo de lui peut être aperçue ; Pikmin 2 (2004, GameCube), où il apparaît sur une boite d'allumettes ou encore Nintendogs (2005, DS), où l'on peut acheter un jouet appelé « kart de Bowser » que l'on peut ensuite conduire tel une voiture télécommandée.

### Autres médias

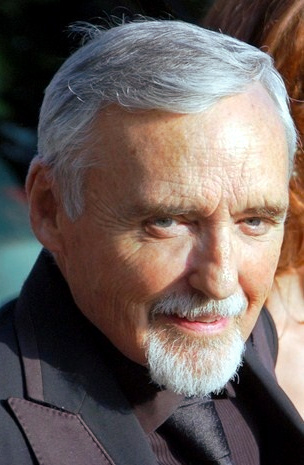
Denis Hopper au Festival de Cannes de 2008.

Dans Super Mario Bros. (1993), long-métrage live américain réalisé par Rocky Morton et Annabel Jankel et premier film hollywoodien basé sur un jeu vidéo, le personnage de Bowser est interprété par l'acteur américain Dennis Hopper. Le rôle avait été proposé à Kevin Costner et Michael Keaton, qui l'ont tous deux refusé. Le monstre, sous le nom de Koopa, y est dictateur d'un peuple constitué de dinosaures ayant évolué en forme humaine et vivant à Dinohattan, une ville située sous le quartier de Brooklyn. Il y capture la princesse Daisy, une jeune et belle archéologue pour s'emparer de son pendentif, une pierre (qui est en réalité la fragment de la météorite qui a provoqué l'extinction des dinosaures en s'écrasant sur Terre) qui permettrait de fusionner le monde des humains et celui des dinosaures et il en serait le maître absolu. Le film met en scène Mario et son frère Luigi tentant de sauver la princesse.
Dans Super Mario Bros. : Peach-Hime Kyushutsu Dai Sakusen!, film d'animation japonais de 1986, la forme de Bowser était déjà bien représentée et il jouait le rôle du méchant, mais plus gentil que dans les jeux vidéo ou dessins animés. Gagnant pour la première fois un combat avec Mario au début du film, il essaye de se marier avec Peach mais échoue à cause de Mario. Dans ce film, il transforme les Toad en bloc comme dans Super Mario Bros..
Dans Super Mario Bros. The Super Show, dessin animé de 1989, ainsi que dans ses deux suites Super Mario Bros 3 et Super Mario World, Bowser a une peau verte, un museau de dragon, et une carapace verte et est appelé Koopa ou l’infâme Koopa (dans la première série, uniquement). Il est doublé par Harvey Atkin tout au long des trois séries.
Dans Amada Anime Série : Super Mario Bros., Bowser est le méchant des différents contes, à savoir le diable dans Momotarō, le oni dans Issun-bōshi et la "reine" (roi Koopa jaloux) dans Blanche-Neige.
Dans le show de Mario chat : il apparaît dans les épisodes 4 et 5.
Dans le film de Walt Disney Animation Studios, Les Mondes de Ralph (2012), Bowser fait une apparition avec d'autres « méchants » de jeux vidéo, comme Zangief et M. Bison (de la série Street Fighter) ou encore l'un des fantômes de Pac-Man et le Docteur Eggman de la série Sonic the Hedgehog. Ils se réunissent à une assemblée des « méchants anonymes ».
Il apparaît dans l'annonce du contrôle parental de la Nintendo Switch où il montre ce qu'il faut faire pour le bien-être de son enfant avec son fils Bowser Jr., montrant ainsi qu'il est fidèle à son rôle de père.
Il est doublé par Jack Black dans le film d'animation Super Mario Bros. le film (2023). Cette incarnation de Bowser est bien plus sombre et plus maléfique par rapport aux jeux.

## Liste des apparitions de Bowser
- 1985 : Super Mario Bros. - NES
- 1986 : Super Mario Bros.: The Lost Levels - Famicom
- 1988 : Super Mario Bros. 3 - NES
- 1989 : Tetris - NES (caméo)
- 1990 : Super Mario World - SNES
- 1992 : Super Mario Kart - SNES
- 1992 : Yoshi's Cookie - SNES, NES & Game Boy
- 1992 : Mario a disparu ! - MS-DOS, SNES & NES
- 1993 : Yoshi's Safari - SNES
- 1993 : Super Mario All-Stars - SNES
- 1993 : Mario's Time Machine - NES, SNES & MS-DOS
- 1994 : Hotel Mario - CD-I
- 1994 : Super Mario All Stars + Super Mario World - SNES
- 1995 : Mario Clash - Virtual Boy (caméo)
- 1996 : Super Mario RPG: Legend of the Seven Stars - SNES
- 1996 : Super Mario 64 - N64
- 1996 : Tetris Attack - SNES & GameBoy
- 1996 : Mario Kart 64 - N64
- 1997 : Game and Watch Gallery - Game Boy
- 1997 : Game and Watch Gallery 2 - Game Boy & Game Boy Color
- 1998 : Mario Party - N64
- 1999 : Game and Watch Gallery 3 - Game Boy Color
- 1999 : Super Mario Bros. Deluxe - Game Boy Color
- 1999 : Mario Golf - N64 & Game Boy Color
- 1999 : Mario Party 2 - N64
- 2000 : Mario Tennis - N64 & Game Boy Color
- 2000 : Paper Mario - N64
- 2000 : Mario Party 3 - N64
- 2001 : Mario Kart: Super Circuit - Game Boy Advance
- 2001 : Luigi's Mansion - GameCube
- 2001 : Super Smash Bros. Melee - GameCube
- 2001 : Super Mario World : Super Mario Advance 2 - Game Boy Advance
- 2002 : Super Mario Sunshine - GameCube
- 2002 : Mario Party 4 - GameCube
- 2002 : Game and Watch Gallery 4 - Game Boy Advance
- 2003 : Nintendo Puzzle Collection - GameCube
- 2003 : Super Mario Advance 4 : Super Mario Bros. 3 - Game Boy Advance
- 2003 : Mario Golf: Toadstool Tour - GameCube
- 2003 : Mario Kart: Double Dash!! - GameCube
- 2003 : Mario Party 5 - GameCube
- 2003 : Mario and Luigi: Superstar Saga - Game Boy Advance
- 2004 : Mario Golf: Advance Tour - Game Boy Advance
- 2004 : Paper Mario : La Porte millénaire - GameCube
- 2004 : Super Mario Ball - Game Boy Advance
- 2004 : Mario Power Tennis - GameCube
- 2004 : Mario Party 6 - GameCube
- 2004 : Super Mario 64 DS - DS
- 2004 : Yoshi's Universal Gravitation - Game Boy Advance
- 2005 : Mario Party Advance - Game Boy Advance
- 2005 : Dancing Stage Mario Mix - GameCube
- 2005 : Mario Superstar Baseball - GameCube
- 2005 : Mario Tennis: Power Tour - Game Boy Advance
- 2005 : Mario Kart Arcade GP - Arcade
- 2005 : Super Princess Peach - DS
- 2005 : Mario Party 7 - GameCube
- 2005 : Mario Kart DS - DS
- 2005 : Mario Smash Football - GameCube
- 2005 : Mario et Luigi : Les Frères du temps - DS
- 2006 : Tetris DS - DS
- 2006 : New Super Mario Bros. - DS
- 2006 : Mario Slam Basketball - DS
- 2006 : Yoshi's Island DS - DS
- 2007 : Mario Kart Arcade GP 2 - Arcade
- 2007 : Super Paper Mario - Wii
- 2007 : Mario Strikers Charged Football - Wii
- 2007 : Mario Party 8 - Wii
- 2007 : Super Mario Galaxy - Wii
- 2007 : Mario et Sonic aux Jeux olympiques - Wii & DS
- 2007 : Mario Party DS - DS
- 2008 : Super Smash Bros. Brawl - Wii
- 2008 : Mario Kart Wii - Wii
- 2008 : Super Mario Stadium Baseball - Wii
- 2009 : Mario et Luigi : Voyage au centre de Bowser - DS
- 2009 : Mario et Sonic aux Jeux olympiques d'hiver - Wii & DS
- 2009 : New Super Mario Bros. Wii - Wii
- 2010 : Super Mario Galaxy 2 - Wii
- 2010 : Mario Sports Mix - Wii
- 2011 : Super Mario 3D Land - 3DS
- 2011 : Mario et Sonic aux Jeux olympiques de Londres 2012 - Wii & 3DS
- 2011 : Mario Kart 7 - 3DS
- 2011 : Course à la fortune - Wii
- 2012 : Mario Party 9 - Wii
- 2012 : Mario Tennis Open - 3DS
- 2012 : New Super Mario Bros. 2 - 3DS
- 2012 : Paper Mario: Sticker Star - 3DS
- 2012 : New Super Mario Bros. U - Wii U
- 2013 : New Super Luigi U - Wii U
- 2013 : Mario and Luigi: Dream Team Bros. - 3DS
- 2013 : Mario Kart Arcade GP DX - Arcade
- 2013 : Mario et Sonic aux Jeux olympiques d'hiver de Sotchi 2014 - Wii U
- 2013 : Super Mario 3D World - Wii U
- 2013 : Mario Party: Island Tour - 3DS
- 2014 : Yoshi's New Island - 3DS
- 2014 : Mario Golf: World Tour - 3DS
- 2014 : Mario Kart 8 - Wii U
- 2014 : Super Smash Bros. for Nintendo 3DS / for Wii U - 3DS & Wii U
- 2015 : Mario Party 10 - Wii U
- 2015 : Puzzle and Dragons: Super Mario Bros. Edition - 3DS
- 2015 : Super Mario Maker - Wii U
- 2015 : Skylanders: SuperChargers - Wii U
- 2015 : Mario Tennis: Ultra Smash - Wii U
- 2015 : Mario and Luigi: Paper Jam Bros. - 3DS
- 2016 : Mario et Sonic aux Jeux olympiques de Rio 2016 - Wii U & 3DS
- 2016 : Paper Mario: Color Splash - Wii U
- 2016 : Mario Party: Star Rush - 3DS
- 2016 : Super Mario Run - iOS & Android
- 2017 : Mario Sports Superstars - 3DS
- 2017 : Mario Kart 8 Deluxe - Switch
- 2017 : Mario + The Lapins Crétins: Kingdom Battle - Switch
- 2017 : Mario and Luigi: Superstar Saga + Les Sbires de Bowser - 3DS
- 2017 : Super Mario Odyssey - Switch
- 2017 : Mario Party: The Top 100 - 3DS
- 2018 : Mario Tennis Aces - Switch
- 2018 : Super Mario Party - Switch
- 2018 : Luigi's Mansion - 3DS
- 2018 : Super Smash Bros. Ultimate - Switch
- 2018 : Mario et Luigi : Voyage au centre de Bowser + L'épopée de Bowser. Jr - 3DS
- 2019 : New Super Mario Bros. U Deluxe - Switch
- 2019 : Super Mario Maker 2 - Switch
- 2019 : Dr. Mario World - iOS & Android
- 2019 : Mario Kart Tour - iOS & Android
- 2019 : Mario et Sonic aux Jeux olympiques de Tokyo 2020 - Switch
- 2020 : Paper Mario: The Origami King - Switch
- 2020 : Super Mario 3D All Stars - Switch
- 2020 : Super Mario Bros. 35 - Switch
- 2021 : Super Mario 3D World + Bowser's Fury - Switch
- 2021 : Mario Golf: Super Rush - Switch
- 2021 : Mario Party Superstars - Switch
- 2022 : Mario Strikers: Battle League Football - Switch
- 2022 : Mario + The Lapins Crétins: Sparks of Hope - Switch
- 2023 : Super Mario Bros. Wonder - Switch
- 2023 : Super Mario RPG - Switch
- 2024 : Paper Mario : La Porte millénaire - Switch
- 2024 : Super Mario Party Jamboree - Switch
- 2024 : Mario et Luigi : L'Épopée fraternelle - Switch
- 2025 : Mario Kart World - Switch 2

## Popularité et pop culture
Bowser est considéré comme un des méchants les plus connus, sinon le plus connu, du monde des jeux vidéo ; Sa force comique, son comportement légèrement enfantin et sa malchance chronique le rendant particulièrement attachant aux yeux du joueur.

### Bowsette, le phénomène internet

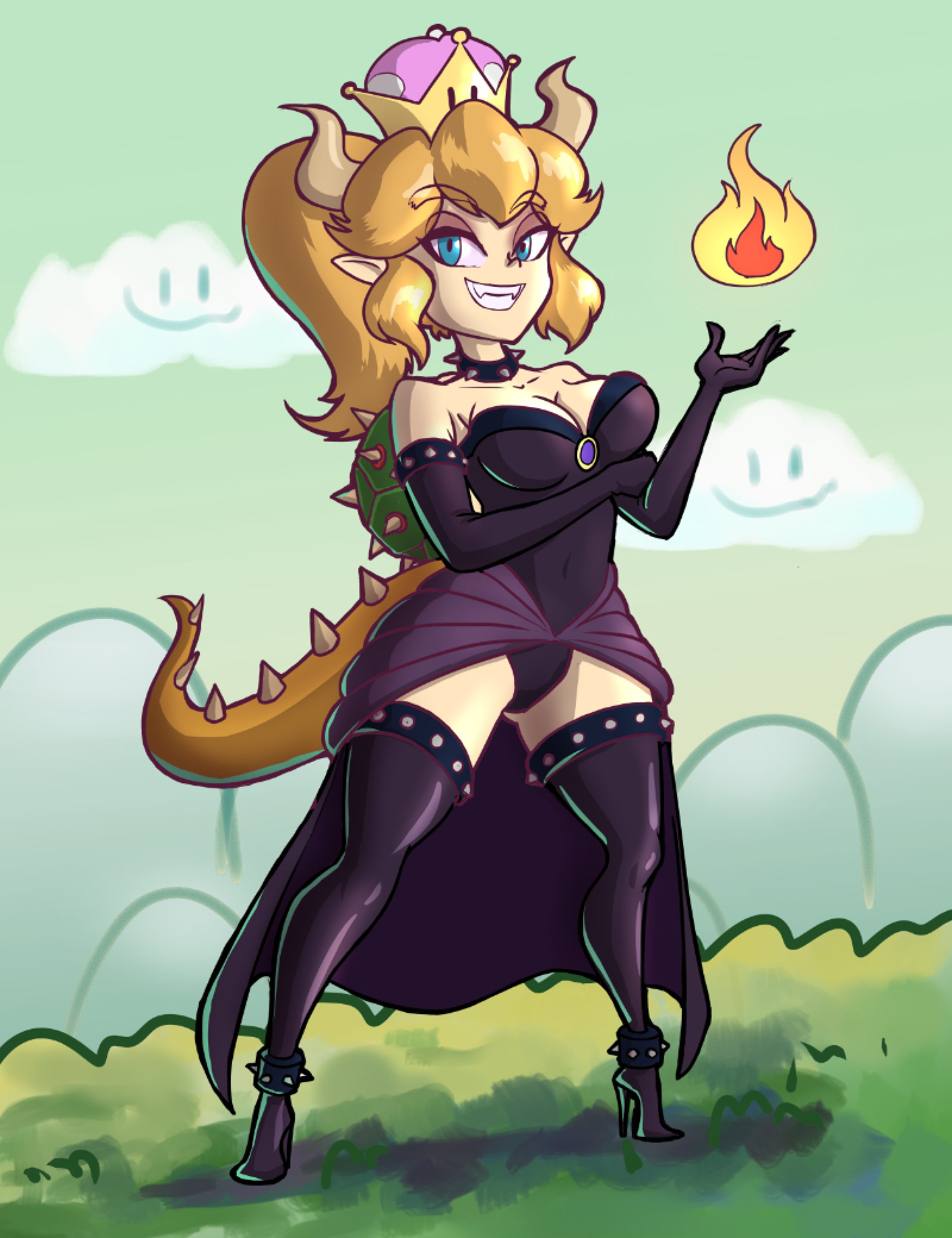
Fanart de Bowsette, avec cornes et carapace, également munie de la super crown qui permet à Bowser de changer de sexe.

Entre le 23 et le 24 septembre 2018, un internaute malaisien nommé Haniwa poste sur Twitter une petite bande dessinée réagissant à la bande-annonce du jeu New Super Mario Bros. U Deluxe sur Switch. Le message part du postulat qu'à l'instar de Toadette pouvant se transformer, grâce à la super couronne, en une version clonée de la Princesse Peach, Bowser muni de l'artefact nécessaire pourrait faire une chose semblable. Cette version de Bowser féminisée, cornue et vêtue d'une façon provocante, toute apte selon ses créateurs à devenir un personnage à part entière, est nommée Koopa-Hime (princesse Koopa) ou Bowsette en Occident.
Devenue rapidement un phénomène internet d'une ampleur rare, repris et détourné de manière humoristique ou pornographique par des millions d'internautes, mais également des illustrateurs de renoms (comme Akira Yasuda ou Yusuke Murata), Bowsette est classée par beaucoup comme une nouvelle waifu, déjà fameuse. Son attitude et apparence luxurieuses l'ont propulsé au rang de figure de l'érotisme de personnages fictifs sur plusieurs sites spécialisés. On peut la voir dans le jeu The Legend of Zelda : Breath of the Wild, ajoutée en mod par des internautes.
Le système d'inversion du sexe de personnage n'est pas nouveau (règle 63, règle 34), mais a pris un nouvel essor. Le même traitement a été appliqué à d'autres personnages Nintendo, comme le Roi Boo, Yoshi, Wario, Waluigi, Kirby ou Donkey Kong, mais aussi à des personnages d'autres franchises, œuvres ou jeux, comme My Little Poney, Doki Doki Literature Club!, Pokémon, One Punch Man, Alien ou même des objets de la vie quotidienne (un chat, un robot, etc. ; le but étant de relier l'anthropomorphisation des personnages avec un personnage de la pop culture).
L'engouement issu du personnage rejoint le mouvement Furry, les mèmes des franchises de Nintendo, ou même la règle 34, très connue sur le net.